# Jerzmanowo-Jarnołtów-Strachowice-Osiniec
Jerzmanowo-Jarnołtów-Strachowice-Osiniec – osiedle administracyjne Wrocławia utworzone na terenie byłej dzielnicy Fabryczna.
Osiedle Jerzmanowo-Jarnołtów-Strachowice-Osiniec powstało na mocy uchwały Rady miejskiej Wrocławia XX/110/91 wprowadzającej nowy system podziału administracyjnego Wrocławia, w którym osiedla zastąpiły funkcjonujące do tej pory dzielnice. Osiedle obejmuje obszar czterech dawnych wsi przyłączonych do miasta w dniu 1 stycznia 1973 r. – Jerzmanowa, Jarnołtowa, Strachowic i Osińca. W latach 1991–1997 osiedle nosiło nazwę Jerzmanowo-Jarnołtów-Strachowice.
Sąsiednimi osiedlami są Leśnica, Żerniki i Muchobór Wielki.